# اسکار هررو
اسکار هررو (به اسپانیایی: Oscar Herrero) نوازندهٔ گیتار اهل کشور اسپانیا و یکی از استادان بین‌المللی فلامنکو است که نام او در ایران نیز برای دوستداران فلامنکو کاملاً شناخته شده‌است. 
هررو در جهان بیشتر به عنوان استاد و مدرس شناخته می‌شود تا یک نوازنده. او پس سکوتی ۶ ساله در اوایل سال ۲۰۰۶ سومین آلبوم تکنوازی خود را با نام Abantos در ۲ سی‌دی (و ۲ تنظیم) منتشر کرد. سی‌دی اول مربوط به تک‌نوازی او با گیتار است و در سی‌دی دوم اجرای او با هم‌نوازی دیگر سازها همراه است.